# Ismael Benktib
Ismael Benktib, né le 4 juillet 1998 à L'Ametlla del Vallès (Espagne), est un footballeur hispano-marocain jouant au poste de milieu de terrain au Wydad AC.

## Biographie

### En club
Formé à Elche CF, il dispute son premier match professionnel le 10 décembre 2017 contre Hércules de Alicante CF, titularisé par son entraîneur Josico. Principalement joueur remplaçant, il s'éloigne de son club en 2018, en s'absentant des entraînements et en refusant de renouveler son contrat. Son club réclame alors 2 millions d'euros pour "défendre les intérêts de Elche et ses fans contre les intérêts particuliers de toute personne",.
Après des passages au Recreativo de Huelva, Levante UD et au Racing de Santander, où il ne parvient à s'imposer dans aucune équipe, il débarque dans le championnat marocain en signant au Maghreb Association sportive, disputant son premier match le 21 février 2021 contre le HUS Agadir, sous la direction d'Abdellatif Jrindou (match nul, 0-0). Cinq jours plus tard, il reçoit sa première titularisation contre le Moghreb Atlético Tetuán, qui se solde sur un match nul 0-0. Le 16 mai, il inscrit son premier but professionnel contre la RS Berkane, grâce à une passe décisive de Sikiru Alimi (victoire, 2-0).
Le 2 février 2022, il s'engage pour une durée de six mois au SSC Mohammédia, après des tests passés au Wydad AC, sous les yeux de l'entraîneur Walid Regragui. Jouant son premier match contre CA Youssoufia Berrechid, le 18 avril, il termine la saison en prolongeant son contrat jusqu'en 2024.

### En sélection
Concernant le choix international entre l'Espagne et le Maroc, le joueur déclare sentir plus de confiance de la part de la Fédération royale marocaine de football plutôt que de la Fédération royale espagnole de football.
Le 10 novembre 2016, sous Mark Wotte, il reçoit sa première sélection avec l'équipe du Maroc -20 ans pour une confrontation contre le Portugal -20 ans à Rabat (défaite, 2-5). Il reçoit neuf autres caps avec la sélection des moins de 20 ans.
Convoqué en mai 2018 par Mark Wotte pour un stage de préparation avec le Maroc olympique, il dispute son premier match le 28 mai en tant que capitaine contre la Gambie olympique (match nul, 0-0). Lors de ce match, il est entouré d'Ilias Chair, Achraf Dari et Mehdi Benabid.
En août 2019, il est à nouveau convoqué avec l'équipe du Maroc olympique, par le nouveau sélectionneur Patrice Beaumelle pour une double confrontation contre le Mali olympique, comptant pour les éliminatoires de la CAN U23. Cependant, il ne fera aucune entrée en jeu.